# Algorithme émergent
 (juillet 2013).
Si vous disposez d'ouvrages ou d'articles de référence ou si vous connaissez des sites web de qualité traitant du thème abordé ici, merci de compléter l'article en donnant les références utiles à sa vérifiabilité et en les liant à la section « Notes et références ».
Un algorithme émergent est un processus de résolution de problème qui s'appuie sur un ensemble de règles simples pour faire émerger un comportement global plus complexe sans que ce dernier n'ait été explicitement détaillé.
Un réseau de neurones artificiels est par exemple constitué d'agents simples, mais c'est leur nombre et leurs interconnexions qui leur permettent de résoudre des problèmes d'ordres de complexité bien supérieurs.